# Assaisonnées
Les croustilles assaisonnées (all-dressed en anglais) sont une saveur de croustilles populaire au Canada. Ruffles, un important producteur de croustilles assaisonnées, décrit la saveur comme un mélange de ketchup aux tomates, de sauce barbecue, de sel et de vinaigre.
En 2016, le fabricant américain de produits alimentaires Frito-Lay commence à vendre une variété assaisonnée de pommes de terre Ruffles aux États-Unis,. Des croustilles similaires appelées The Whole Shabang sont produites par le spécialiste pénitencier Keefe Group. Elles sont devenues disponibles pour le grand public la même année.

## Histoire
On ne sait pas qui ou quelle entreprise a été la première à introduire la saveur des croustilles assaisonnées. On sait que Yum Yum, une entreprise québécoise, a créé une variété de cette saveur en 1978,.